# 토이 스토리 (시리즈)

토이 스토리 로고

《토이 스토리》는 1995년 애니메이션 영화 《토이 스토리》로 시작된 디즈니의 컴퓨터 애니메이션 미디어 프랜차이즈이다. 픽사가 제작하고 월트 디즈니 스튜디오스 모션 픽처스가 배급한다.
시리즈는 《토이 스토리》 (1995), 《토이 스토리 2》 (1999), 《토이 스토리 3》 (2010), 《토이 스토리 4》 (2019) 네 편의 CGI 애니메이션 영화를 중심으로 구성되어 있으며, 1편인 《토이 스토리》는 영화 전체가 CGI로 제작된 첫 번째 장편 영화이기도 하다. 1편과 2편은 존 래시터, 3편은 리 언크리치, 4편은 조시 쿨리가 감독을 맡았다.
1편과 2편은 로튼 토마토에서 100%, 3편과 4편은 98%를 기록하였다. 특히 3편은 역대 애니메이션 영화 매출순위 4위와 영화 매출 순위 28위를 기록하였고, 《미녀와 야수》와 《업》에 이어 아카데미 작품상 후보에 오른 세 번째 애니메이션 영화가 되었다.토이스토리 5 전쟁의 서막은 나중에 나올 걸 한 사람이 유출본을 뽑아냈다.

## 영화
| 영화              | 개봉일                                                | 감독          | 작가                                               | 작가                                             |
| 영화              | 개봉일                                                | 감독          | 각본                                               | 원안                                             |
| ----------------- | ----------------------------------------------------- | ------------- | -------------------------------------------------- | ------------------------------------------------ |
| 《토이 스토리 5》 | - 2026년 6월 19일(미국)                               | 앤드루 스탠턴 | 앤드루 스탠턴                                      |                                                  |
| 《토이 스토리 4》 | - 2019년 6월 20일(대한민국) - 2019년 6월 21일(미국)   | 조시 쿨리     | 앤드루 스탠턴, 스테파니 폴섬                       |                                                  |
| 《토이 스토리 3》 | - 2010년 6월 18일(미국) - 2010년 8월 5일(대한민국)    | 리 언크리치   | 마이클 안트                                        | 존 래시터, 앤드루 스탠턴, 리 언크리치            |
| 《토이 스토리 2》 | - 1999년 11월 24일(미국) - 1999년 12월 18일(대한민국) | 존 래시터     | 앤드루 스탠턴, 리타 샤오 더그 챔버레인, 크리스 웹  | 존 래시터, 피트 닥터, 애쉬 브래넌, 앤드루 스탠턴 |
| 《토이 스토리》   | - 1995년 11월 22일(미국) - 1995년 12월 30일(대한민국) | 존 래시터     | 조스 휘던, 앤드루 스탠턴, 조엘 코헨, 알렉 소콜로우 | 존 래시터, 피트 닥터, 앤드루 스탠턴, 조 랜프트   |

### 《토이 스토리》 (1995년)
시리즈의 첫 번째 영화로 1995년 11월 22일 개봉하였다. 영화 전체가 CGI로 제작된 첫 번째 장편 영화로, 존 래시터가 감독을 맡았다.

## 텔레비전
2013년 할로윈을 주제로 한 《토이 스토리: 공포의 대탈출》과 2014년 크리스마스를 주제로 한 《토이 스토리: 공룡 전사들의 도시》가 방송되었다.

## 게임

### 플레시 게임
- 《위대한 탈출 (토이스토리 3 게임)》 (2010년)

### 모바일 & 온라인 게임
- 《토이 스토리 스매쉬 잇!》 (2013년)

### 비디오 게임
- 《토이 스토리 3 비디오 게임》 (2010년)
- 《토이 스토리 2 비디오 게임》 (1999년)
- 《토이 스토리 2 2D 비디오 게임》 (1999년)
- 《토이 스토리 비디오 게임》 (1995년)

### 레이싱 게임
- 《토이 스토리 레이서》 (2001년)

## 평가

### 흥행
| 영화              | 개봉일           | 수익         | 수익         | 수익           | 역대 순위 | 역대 순위 | 제작비       | 참고  |
| 영화              | 개봉일           | 북미         | 그 외        | 전세계         | 북미      | 전세계    | 제작비       | 참고  |
| ----------------- | ---------------- | ------------ | ------------ | -------------- | --------- | --------- | ------------ | ----- |
| 《토이 스토리》   | 1995년 11월 22일 | $191,796,233 | $181,757,800 | $373,554,033   | 220       | 325       | $30,000,000  | [ 1 ] |
| 《토이 스토리 2》 | 1999년 11월 24일 | $245,852,179 | $251,514,690 | $497,366,869   | 129       | 209       | $90,000,000  | [ 2 ] |
| 《토이 스토리 3》 | 2010년 6월 18일  | $415,004,880 | $651,964,823 | $1,066,969,703 | 26        | 28        | $200,000,000 | [ 3 ] |
| 《토이 스토리 4》 | 2019년 6월 21일  | $378,520,160 | $484,721,612 | $863,241,772   | 40        | 70        | $200,000,000 | [ 4 ] |

### 비평과 반응

#### 영화
| 영화              | 로튼 토마토                           | 메타크리틱     | 시네마스코어 |
| ----------------- | ------------------------------------- | -------------- | ------------ |
| 《토이 스토리》   | 100% (평균 점수 9.01/10) (84개 비평)  | 95 (26개 비평) | A            |
| 《토이 스토리 2》 | 100% (평균 점수 8.68/10) (169개 비평) | 88 (34개 비평) | A+           |
| 《토이 스토리 3》 | 98% (평균 점수 8.87/10) (304개 비평)  | 92 (39개 비평) | A            |
| 《토이 스토리 4》 | 98% (평균 점수 8.38/10) (387개 비평)  | 84 (57개 비평) | A            |

#### 텔레비전 특집
| 제목                                | 로튼 토마토                          | 메타크리틱    |
| ----------------------------------- | ------------------------------------ | ------------- |
| 《토이 스토리: 공포의 대탈출》      | 94% (평균 점수 8.04/10) (16개 비평)  | 80 (7개 비평) |
| 《토이 스토리: 공룡 전사들의 도시》 | 100% (평균 점수 7.92/10) (10개 비평) | 81 (8개 비평) |

### 수상
| 부문              | 제68회 아카데미상《토이 스토리》 | 제72회 아카데미상《토이 스토리 2》 | 제83회 아카데미상《토이 스토리 3》 |
| ----------------- | -------------------------------- | ---------------------------------- | ---------------------------------- |
| 작품상            |                                  |                                    | 후보                               |
| 애니메이션 작품상 | 제정 이전                        | 제정 이전                          | 수상                               |
| 각색상            |                                  |                                    | 후보                               |
| 음악상            | 후보                             |                                    |                                    |
| 각본상            | 후보                             |                                    |                                    |
| 주제가상          | 후보                             | 후보                               | 수상                               |
| 음향편집상        |                                  |                                    | 후보                               |
| 특별업적상        | 수상                             |                                    |                                    |

## 스핀오프 애니메이션
버즈라이트이어가 주인공인 《라이트이어》가 내년 6월중으로 발표된다고 한다.

## 비고
1. ↑  존 래시터, "첫 장편 컴퓨터 애니메이션 영화".